# 알로사
알로사(러시아어: Алроса)는 다이아몬드 탐사, 광업, 제련 및 판매를 전문으로하는 러시아의 다이아몬드 제품 회사 그룹이다. 채굴은 서부 사하 공화국, 아르한겔스크 지역, 아프리카에서 이루어진다.
알로사는 러시아 다이아몬드 생산량의 95%와 전세계 다이아몬드 추출량의 27%를 차지하는 러시아의 대표적인 다이아몬드 기업이다.